# Eric Granado
Eric Granado (São Paulo, 10 de junho de 1996) é um motociclista brasileiro.

## Carreira
Eric Granado correu no Mundial de Motovelocidade entre 2012 e 2014, nas categorias Moto 2 e Moto 3. Granado ao todo fez 42 corridas e apenas nove pontos nas três temporadas. 

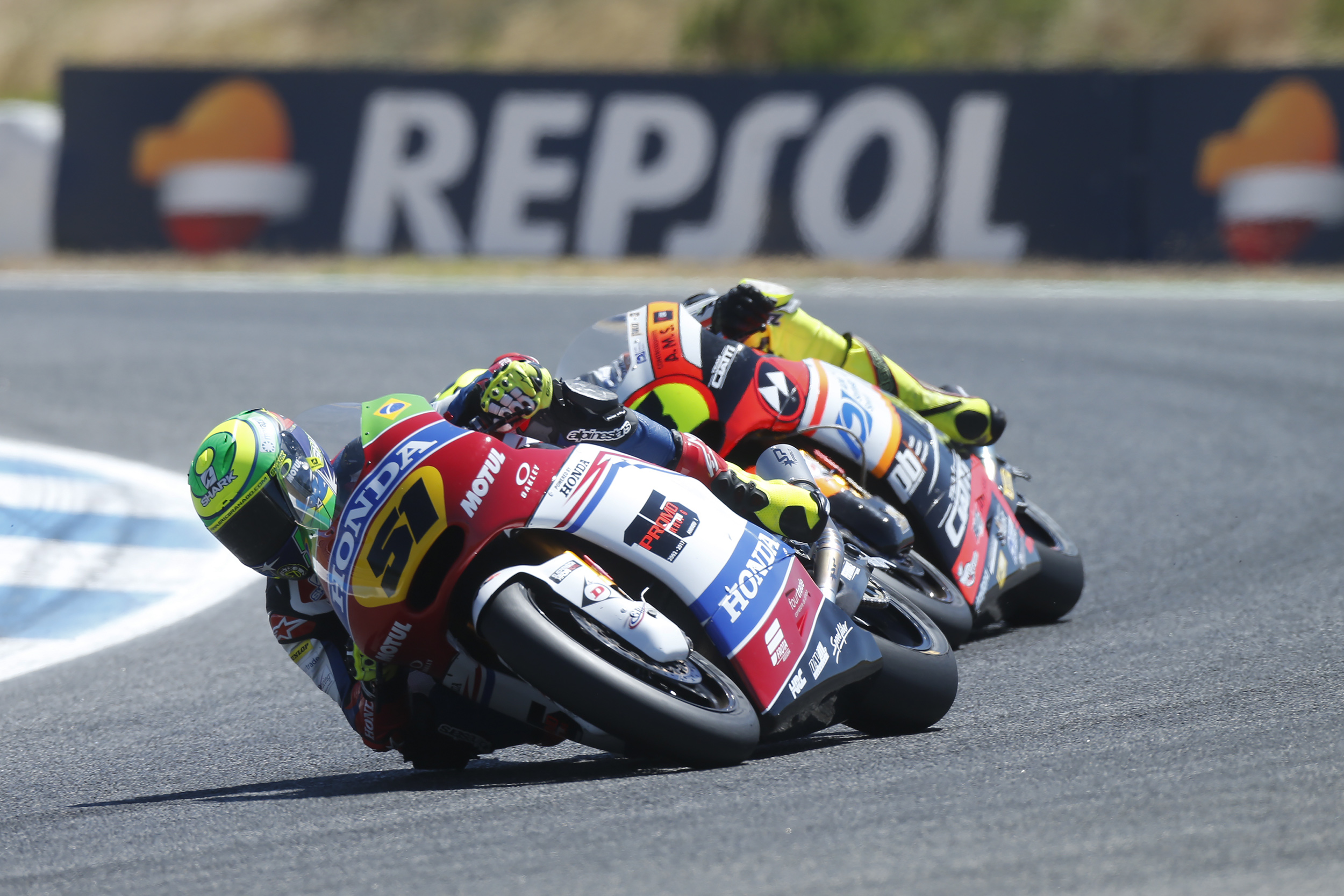
Campeão Europeu de Moto2

Dividindo seu tempo entre o Brasil e Europa, Granado participou do Superbike Brasil, conquistando o bicampeonato em 2015 e 2016 na categoria SuperSport600 e em 2017 faturando o título em sua estreia da categoria principal do Superbike, ao lado de feras como Alex Barros, Diego Faustino e Diego Pierluigi.
Após deixar o Mundial, o piloto brasileiro ingressou no Campeonato Europeu CEV em 2015, considerado um dos mais fortes do mundo. Em seu primeiro ano na categoria Moto2 Granado encerrou a temporada na 6ª posição. No ano seguinte fechou a temporada no quarto posto. Em 2017 totalmente adaptado ao equipamento assim como conhecendo todos os circuitos, Granado conquistou o campeonato Europeu de Moto2, depois de uma grande batalha com o piloto espanhol Rick Cardús.
Eric Granado voltou ao Mundial de Motovelocidade em 2018, na categoria Moto2 defendendo as cores Forward Racing. O piloto acabou dispensado pela equipe e não completou a temporada. No mesmo ano, ele garantiu o bicampeonato na categoria principal do Superbike Brasil.
Em 2019, Eric Granado vai disputar o Mundial de MotoE pela Avintia Esponsorama Racing.
Em 2021 o piloto brasileiro troca de equipe, e após dois anos na Avintia, disputou seu terceiro campeonato mundial de motos elétricas pela One Energy Racing, braço elétrico da equipe de MotoGP Petronas Sepang Racing Team.
Além da disputa no Mundial de MotoE, em 2021 Granado também disputou o Campeonato Espanhol de Superbike (ESBK), pela equipe Team LaGlisse Honda, e terá como seu companheiro de equipe, o espanhol Jordi Torres.
No ano de 2022, Eric concluiu a temporada como vice campeão junta da equipe E-LCR, na MotoE. Em paralelo, participou do Campeonato Espanhol de Superbike - ESBK com a Team Honda Laglisse.
2023 é um ano de novos desafios e o piloto embarca em uma nova experiência com a equipe MIER Racing Team no World SBK e, segue mais um ano buscando pelo título de campeão junto da E-LCR, na MotoE.

## Moto GP por temporada
| Temporada | Classe | Moto      | Time                    | Número | Corridas | Vitorias | Podiums | Pole | Pts | Pos. |
| --------- | ------ | --------- | ----------------------- | ------ | -------- | -------- | ------- | ---- | --- | ---- |
| 2012      | Moto2  | Motobi    | JiR Moto2               | 57     | 11       | 0        | 0       | 0    | 0   | NC   |
| 2013      | Moto3  | Kalex KTM | Mapfre Aspar Team Moto3 | 57     | 17       | 0        | 0       | 0    | 7   | 25th |
| 2014      | Moto3  | KTM       | Calvo Team              | 57     | 14       | 0        | 0       | 0    | 2   | 31st |
| Total     |        |           |                         |        | 42       | 0        | 0       | 0    | 9   |      |

## Temporadas na MotoGP detalhadas
| Ano  | Classe | Moto      | 1       | 2      | 3       | 4        | 5        | 6        | 7        | 8       | 9       | 10     | 11      | 12      | 13      | 14      | 15      | 16      | 17     | 18     | 19  | Pos  | Pts   |
| ---- | ------ | --------- | ------- | ------ | ------- | -------- | -------- | -------- | -------- | ------- | ------- | ------ | ------- | ------- | ------- | ------- | ------- | ------- | ------ | ------ | --- | ---- | ----- |
| 2012 | Moto2  | Motobi    | QAT     | SPA    | POR     | FRA      | CAT      | GBR 31   | NED 23   | GER 26  | ITA 21  | IND 25 | CZE 25  | RSM     | ARA 25  | JPN 27  | MAL Ret | AUS 25  | VAL 29 |        |     | NC   | 0     |
| 2013 | Moto3  | Kalex KTM | QAT 26  | AME 23 | SPA 19  | FRA 24   | ITA 9    | CAT 26   | NED 28   | GER Ret | IND Ret | CZE 22 | GBR 29  | RSM Ret | ARA 16  | MAL 24  | AUS 21  | JPN 19  | VAL 17 |        |     | 25th | 7     |
| 2014 | Moto3  | KTM       | QAT Ret | AME 18 | ARG 19  | SPA Ret  | FRA DNS  | ITA 23   | CAT 23   | NED 19  | GER 14  | IND 22 | CZE 27  | GBR 26  | RSM 21  | ARA 17  | JPN 16  | AUS DNS | MAL    | VAL    |     | 31st | 2     |
| 2017 | Moto2  | Kalex     | QAT     | ARG    | AME     | SPA      | FRA      | ITA      | CAT      | NED     | GER     | CZE    | AUT     | GBR     | RSM     | ARA     | JPN     | AUS     | MAL    | VAL 17 |     | 39th | 0     |
| 2018 | Moto2  | Suter     | QAT 30  | ARG 29 | AME 22  | SPA Ret  | FRA Ret  | ITA 19   | CAT 25   | NED 24  | GER 21  | CZE 23 | AUT     | GBR     | RSM     | ARA     | THA     | JPN     | AUS    | MAL    | VAL | 37th | 0     |
| 2019 | MotoE  | Energica  | GER 8   | AUT 17 | RSM1 13 | RSM2 6   | VAL1 1   | VAL2 1   |          |         |         |        |         |         |         |         |         |         |        |        |     | 3rd  | 71    |
| 2020 | MotoE  | Energica  | SPA 1   | ANC 13 | RSM 10  | EMI1 Ret | EMI2 7   | FRA1 6   | FRA2 Ret |         |         |        |         |         |         |         |         |         |        |        |     | 7th  | 53    |
| 2021 | MotoE  | Energica  | SPA 13  | FRA 1  | CAT Ret | NED 1    | AUT 2    | RSM1 Ret | RSM2 5   |         |         |        |         |         |         |         |         |         |        |        |     | 4th  | 84    |
| 2022 | MotoE  | Energica  | SPA1 1  | SPA2 1 | FRA1 7  | FRA2 5   | ITA1 3   | ITA2 8   | NED1 2   | NED2 1‡ | AUT1 1  | AUT2 1 | RSM1 17 | RSM2 3  |         |         |         |         |        |        |     | 2nd  | 192.5 |
| 2023 | MotoE  | Ducati    | FRA1    | FRA2   | ITA1 6  | ITA2 1   | GER1 Ret | GER2 4   | NED1 6   | NED2 4  | GBR1 3  | GBR2 2 | AUT1 2  | AUT2 18 | CAT1 12 | CAT2 10 | RSM1 14 | RSM2 17 |        |        |     | 7th  | 139   |

* Temporada em andamento.

## Europeu de Moto2 e FIM Enel motoE por temporada
| Temporada | Classe | Moto  | Time        | Número | Corridas | Vitórias | Pódios | Pole | Pts | Pos |
| --------- | ------ | ----- | ----------- | ------ | -------- | -------- | ------ | ---- | --- | --- |
| 2015      | Moto2  | Kalex | Promoracing | 51     | 11       | 0        | 0      | 0    | 114 | 6º  |
| 2016      | Moto2  | Kalex | Promoracing | 51     | 11       | 1        | 3      |      | 129 | 4º  |
| 2017      | Moto2  | Kalex | Promoracing | 51     | 11       | 6        | 9      |      | 226 | 1º  |
| Total     |        |       |             |        | 33       | 7        | 12     |      | 469 |     |

| Temporada | Classe | Moto     | time              | Número | Corrida | Vitórias | Pódios | poles | Pts   | Pos |
| --------- | ------ | -------- | ----------------- | ------ | ------- | -------- | ------ | ----- | ----- | --- |
| 2019      | MotoE  | Energica | One Energy Racing | 51     | 6       | 2        | 2      | -     | 71    | 3°  |
| 2020      | MotoE  | Energica | One Energy Racing | 51     | 7       | 1        | 1      | -     | 53    | 7°  |
| 2021      | MotoE  | Energica | One Energy Racing | 51     | 7       | 2        | 3      | -     | 84    | 4°  |
| 2022      | MotoE  | Energica | One Energy Racing | 51     | 12      | 5        | 8      | -     | 192.5 | 2°  |
| Total     |        |          |                   |        | 32      | 10       | 14     | -     | 400.5 |     |